# Дамасценин
Дамасценин  — ациклический алкалоид. Обнаружен в семенах растения Чернушка дамасская (Nigélla damáscena), по которому получил своё название. Впервые выделен в 1889 г.
В чистом виде дамасценин представляет собой белую кристаллическую массу с Тпл = 24-26 °C, Ткип = 270 °C. Хорошо растворим в органических растворителях, малорастворим в воде.
Проявляет основные свойства и образует хорошо кристаллизующиеся соли, например, с хлороводородом и пикриновой кислотой. Способен гидролизоваться с образованием метанола и дамацениновой кислоты. Реакция с иодоводородной кислотой приводит к отщеплению метильной группы.
Разработана схема синтеза дамасценина из 8-метоксихинолина.